# 13157 Searfoss
13157 Searfoss (1995 TQ6) là một tiểu hành tinh vành đai chính được phát hiện ngày 15 tháng 10 năm 1995 bởi Spacewatch ở Kitt Peak.